# Loma Alta Taxhimay
Loma Alta Taxhimay är en ort i Mexiko.   Den ligger i kommunen Villa del Carbón och delstaten Mexiko, i den sydöstra delen av landet, 50 km nordväst om huvudstaden Mexico City. Loma Alta Taxhimay ligger 2 279 meter över havet och antalet invånare är 1 772.
Terrängen runt Loma Alta Taxhimay är kuperad åt nordväst, men åt sydost är den platt. Runt Loma Alta Taxhimay är det ganska tätbefolkat, med 207 invånare per kvadratkilometer. Närmaste större samhälle är Tepeji de Ocampo, 9,8 km nordost om Loma Alta Taxhimay. I omgivningarna runt Loma Alta Taxhimay växer huvudsakligen savannskog.